# Portuñol
El portuñol (en grafía portuguesa: portunhol, portanhol) es un grupo de variedades lingüísticas con características procedentes tanto del portugués como del español. Se da entre los hablantes de algunas áreas lingüísticas fronterizas entre las de esas lenguas; esto ocurre en algunas partes de América del Sur —zonas de las actuales fronteras de Brasil con países hispanoamericanos (Argentina, Paraguay, Uruguay, Venezuela, Colombia, Perú y Bolivia)— y en la península ibérica —zonas de las fronteras de España con Portugal—; además, desde un punto de vista histórico, ocurrió este intercambio en las Islas Canarias, concretamente en La Palma, hasta finales del siglo XIX.
Informalmente también se denomina portuñol o portañol a lo que habla una persona de lengua portuguesa que trata de hablar español, y viceversa.

## Portuñol americano

### Portuñol riverense
El caso más conocido de portuñol se da en la frontera de Brasil con Uruguay, donde tiene 250 años de antigüedad, amplio alcance y es hablado por la mayoría de los habitantes de las ciudades norteñas y fronterizas debido a la integración que ocurre entre los dos pueblos en la Frontera de la Paz. También se le conoce como bayano, portuñol riverense o fronterizo, y técnicamente como DPU (Dialectos Portugueses del Uruguay), aunque los locales por lo general lo llaman portuñol a secas.

### Puntos del portuñol en América del Sur

#### Frontera Argentina-Brasil
- Santo Tomé - São Borja
- Paso de los Libres - Uruguaiana
- Alvear - Itaquí
- Poblaciones del este de la Provincia de Misiones - Ciudades fronterizas de los estados de Paraná, Santa Catarina y Río Grande del Sur (Brasil).

#### Frontera Uruguay-Brasil
El portuñol de la frontera Uruguay-Brasil tiene reconocimiento legal. La Ley de General de Educación lo llama portugués del Uruguay.
- Artigas - Quarai
- Bella Unión - Barra do Quarai
- Chuy - Chuí
- Río Branco - Yaguarón
- Aceguá - Acegua
- Rivera - Santana do Livramento, Frontera de la Paz

En esta frontera se habla el portuñol más antiguo de América y uno de los más estudiados y conocidos del continente, denominado portuñol riverense.

#### Frontera Paraguay-Brasil-Argentina,Triple Frontera
- Existe un movimiento artístico llamado Portuñol Salvaje que fomenta la literatura en portuñol.

#### Frontera Paraguay-Brasil
- Bella Vista Norte - Bela Vista
- Pedro Juan Caballero - Ponta Porã
- Capitán Bado - Coronel Sapucaia
- Salto del Guairá - Mundo Novo y Guaíra
- Ciudad del Este - Foz do Iguaçu

#### Frontera Venezuela-Brasil,La Línea
- Santa Elena de Uairén - Pacaraima -

En Caracas y en general la región central de Venezuela también existe el portuñol, por influencia de la inmigración portuguesa (proveniente principalmente de Madeira) de los años 60 y 70. Existen expresiones seudotípicas conocidas por la mayoría de los venezolanos cuyo origen parte de la gran comunidad portuguesa que aquí se estableció.

#### Frontera Colombia-Brasil-Perú,Tres Fronteras
- Leticia-Tabatinga-Santa Rosa de Yavarí

Portuñol Leticiano

#### Frontera Perú-Brasil
- Iñapari - Assis Brasil
- Pucallpa - Boqueirāo
- Islandia – Benjamin Constant
- Puerto Amelia - Atalaia do Norte
- Colonia Angamos - Palmeiras do Javari
- Puerto Esperanza – Santa Rosa do Purus.

#### Frontera Colombia-Brasil
- Tarapacá – Ipiranga
- La Pedrera – Vila Bittencourt
- Taraira – Querarí
- Yavareté – Iauaretê
- Nazaré – Molo Franco
- Mitú – Puraquê
- Pana Pana – Pana Pana
- La Guadalupe – Cucuí
- Leticia – Tabatinga (conocido como portuñol leticiano).

#### Frontera Perú-Brasil-Bolivia,Triple Frontera Bolpebra
- Iñapari-Assis Brasil-Bolpebra

#### Frontera Bolivia-Brasil
- Cobija-Brasiléia

El portuñol cobijeño (hablado por casi todos los habitantes de Cobija) es un portugués con gramática y fonética del español pandino. Entre sus características más importantes están:
1. el empleo de cinco vocales,
2. la aspiración de toda 's' final,
3. no hace diferenciación entre la 's' y la 'z',
4. no hace diferenciación entre la 'b' y la 'v' y
5. no tiene diptongos nasales.

- Guayaramerín-Guajará-Mirim
- Villa Bella-Vila Murtinho

En Villa Bella hubo presencia del portuñol en el siglo XIX entre los colonos traídos por la explotación del caucho. Hoy en día, con la decadencia de la población, este se ha extinguido.

## Península ibérica

### Barranqueño
En la península ibérica solo se dan casos aislados de la mezcla de español y portugués. El más importante es el barranqueño de la población portuguesa de Barrancos, cercana a la frontera española en el límite de Extremadura y Andalucía, al este del Guadiana; es un dialecto portugués fuertemente influenciado por el dialecto andaluz. Se acepta comúnmente que el aporte portugués a este híbrido lingüístico es mayor que la española-andaluza. 

### Comarca de Olivenza
En la comarca extremeña de Olivenza, donde antiguamente se habló solo portugués, también existen restos de mezcla de español y portugués.

### Elvas y Badajoz
Un lugar donde la mezcla de español y portugués es frecuente es en las ciudades de Elvas, en Portugal, y Badajoz, en España, [cita requerida] muy próximas entre sí; es frecuente que en muchos comercios de ambas ciudades se use una especie de portuñol para poder entenderse.

### Mirandés
El mirandés se habla actualmente por unas 15 000 personas en los concejos de Miranda do Douro y Vimioso, en la zona de Trás-os-Montes, en el nordeste de Portugal, junto a la frontera española; sin embargo, no es una mezcla de español y portugués sino una variante del astur-leonés. Fue relegado durante siglos al ámbito rural y familiar, al estigmatizarlo como propio de una población fronteriza que no hablaba ni portugués ni castellano.
Fueron necesarios estudios rigurosos para que a finales de 1998 el parlamento portugués lo reconociera como lengua con carácter de cooficialidad en estos concejos. En el 2003 se constituyó el Anstituto de la Lhéngua Mirandesa (Institutu de la llingua Mirandesa en asturiano o Instituto de la Lengua Mirandesa en español), encargado de la representación, investigación, promoción, normativización y divulgación del mirandés y posteriormente fue inscrito en el registro del Comité Europeo para las Lenguas Minoritarias. Así, tras siglos de marginación, queda reconocido como lengua romance con identidad propia, perteneciente al tronco de las lenguas astur-leonesas, y se rechaza su falsa condición de portuñol, debido a que son dos cosas totalmente diferentes.

## Canarias
Un dialecto con mezcla de español y portugués llegó a utilizarse en algunas zonas de las Islas Canarias tras la conquista, pero acabó desapareciendo a principios del siglo XX en la isla de La Palma. Actualmente en el dialecto canario podemos encontrar un gran número de lusitanismos.